# رنی سی‌کالی
رنی سی‌کالی (انگلیسی: Ronald Fred "Rony" Seikaly; عربی: رونالد ﺼيقلي؛ زاده ۱۰ مهٔ ۱۹۶۵) یک بازیکن بسکتبال اهل ایالات متحده آمریکا است.